# Самофал, Денис Викторович
Денис Викторович Самофал (укр. Денис Вікторович Самофал, позывной — Талиб; 7 мая 2001, Шевченко — 15 октября 2022, Новая Каменка) — украинский военнослужащий, лейтенант, участник российско-украинской войны. Герой Украины (8 июля 2023, посмертно).

## Биография
Денис родился в посёлке Шевченко Донецкой области. Рано потерял мать и воспитывался тётей. С детства мечтал стать военным. После окончания школы поступил во Львовскую национальную академию сухопутных войск имени гетмана Петра Сагайдачного. После выпуска был направлен на службу в Вооружённые силы Украины. Участвовал в ООС до начала полномасштабного вторжения России в Украину.
С начала полномасштабной войны в составе 128-й отдельной горно-штурмовой бригады защищал Украину на Луганщине и в Херсонской области. В апреле 2022 года, во время обороны Кременной, получил ранение в ногу, но после реабилитации вернулся на фронт. В октябре 2022 года возглавлял взвод 15-го отдельного горно-штурмового батальона и принимал участие в успешном наступлении в Херсонской области.
15 октября 2022 года, выполняя боевое задание в районе села Новая Каменка Херсонской области, Денис Самофал три часа удерживал позиции, обеспечивая продвижение основных сил. Во время боя был смертельно ранен. Похоронен в родном посёлке Шевченко.

## Награды
- Звание «Герой Украины» с удостоением ордена «Золотая Звезда» (8 июля 2023, посмертно) — за личное мужество и героизм, проявленные в защите государственного суверенитета и территориальной целостности Украины, верность военной присяге[1].
- Орден Богдана Хмельницкого III степени (22 апреля 2022) — за личное мужество и высокий профессионализм, проявленные в защите государственного суверенитета и территориальной целостности Украины, верность военной присяге[2].